# VEF Irbitis I-11
Die VEF Irbitis I-11 war ein zweisitziges Leichtflugzeug, das 1936 vom lettischen Ingenieur Kārlis Irbītis bei der Firma Valsts elektrotehniskā fabrika konstruiert wurde. Es wurde von einem 90 PS starken, verkleideten Cirrus-Minor-Motor angetrieben.

## Entwicklung
Die Arbeit an dem Projekt begann bereits 1935 und im Februar 1936 erfolgten erste Strukturtests der Flügelkonstruktion. Der Erstflug des Prototyps erfolgte am 23. Juni 1936 vom Flugplatz Riga-Spilve aus. Es wurden aber mangels Nachfrage keine weiteren Exemplare gebaut.
Am 26. April 1937 unternahm der Prototyp einen 1000 km langen Flug quer durch Lettland in 5 Stunden und 30 Minuten. Danach wurden weitere Tests zugunsten anderer Projekte aufgegeben.

## Technische Daten
| Kenngröße             | Daten                                                                            |
| --------------------- | -------------------------------------------------------------------------------- |
| Besatzung             | 2                                                                                |
| Länge                 | 7,1 m                                                                            |
| Spannweite            | 9,3 m                                                                            |
| Höhe                  | 1,9 m                                                                            |
| Höchstgeschwindigkeit | 230 km/h                                                                         |
| Dienstgipfelhöhe      | 4000 m                                                                           |
| Reichweite            | 800 km                                                                           |
| Triebwerke            | ein luftgekühlter Cirrus Minor 4-Zylinder-Kolbenmotor mit 90 PS (66 kW) Leistung |